# Losap (isla)
Losap, Losop, Lossop, Louasappe, Luasap, Lukeisel, Rosoppu Shoto, Rosoppu-to, Rōsoppu-tō o Sobuwor (en inglés: Losap Island) es una isla del Atolón Losap, en los Estados Federados de Micronesia. Está ubicada en el municipio de Losap y el estado de Chuuk, en la parte occidental del país, 600 km al oeste de Palikir.
Tiene una superficie de 1,0 kilómetros cuadrados. La tierra de Losap es plana. El punto más alto de la isla está a 32 metros sobre el nivel del mar.